# Forollhogna nationalpark
Forollhogna nationalpark (eller Forålhogna) i Innlandet og Trøndelag i Norge blev oprettet i 2001 og er på 1.062 km². Nationalparken har et rigt planteliv og er et vigtigt område for vildrenen. Parken ligger i kommunerne Tynset, Tolga og Os i Innlandet og Holtålen, Midtre Gauldal og Rennebu i Trøndelag. Forollhogna er den 19. i rækken af nationalparker i Norge.
62°38′N 10°40′Ø / 62.63°N 10.67°Ø